# Elecciones al Senado de 2016 (Barcelona)
Las elecciones al Senado de 2016 se celebraron en la provincia de Barcelona el domingo 26 de junio, como parte de las elecciones generales convocadas por Real Decreto dispuesto el 3 de mayo de 2016 y publicado en el Boletín Oficial del Estado el mismo día. Se eligieron los 4 senadores correspondientes a la circunscripción electoral de Barcelona, mediante escrutinio mayoritario plurinominal parcial con listas abiertas.

## Resultados
Los comicios resultaron en la elección como senadores de Óscar Guardingo, María Freixanet, Joan Comorera (los tres del En Comú Podem-Guanyen el Canvi) y de Santiago Vidal i Marsal (de Esquerra Republicana de Catalunya-Catalunya Sí). Los resultados completos correspondientes al escrutinio definitivo se detallan a continuación:
| Candidato                      | Candidato                      | Lista            | Votos   |
| ------------------------------ | ------------------------------ | ---------------- | ------- |
|                                | Óscar Guardingo Martínez       | ECP              | 588 054 |
|                                | Santiago Vidal i Marsal        | ERC-CAT SÍ       | 555 316 |
|                                | María Freixanet Mateo          | ECP              | 540 520 |
|                                | Joan Comorera Estarellas       | ECP              | 489 049 |
| Mireia Ingla i Mas             | Mireia Ingla i Mas             | ERC-CAT SÍ       | 460 768 |
| Carles Martí Jufresa           | Carles Martí Jufresa           | PSC              | 439 749 |
| Miquel Calçada i Olivella      | Miquel Calçada i Olivella      | CDC              | 420 794 |
| Erika Torregrossa Acuña        | Erika Torregrossa Acuña        | PSC              | 408 194 |
| Francesc Xavier Grau Roig      | Francesc Xavier Grau Roig      | PSC              | 391 810 |
| Núria Carreras Povill          | Núria Carreras Povill          | PP               | 347 684 |
| Josefina Mascaró Bujal         | Josefina Mascaró Bujal         | ERC-CAT SÍ       | 343 140 |
| Daniel Gracia Álvarez          | Daniel Gracia Álvarez          | PP               | 333 848 |
| Josep Tutusaus Besante         | Josep Tutusaus Besante         | PP               | 327 213 |
| Joaquim Clavaguera i Vilà      | Joaquim Clavaguera i Vilà      | CDC              | 283 534 |
| M Clara Tarrida i Felip        | M Clara Tarrida i Felip        | CDC              | 254 868 |
| Francisco Javier Alegre Buxeda | Francisco Javier Alegre Buxeda | Cs               | 237 791 |
| Nuria Nadal Burgues            | Nuria Nadal Burgues            | Cs               | 217 665 |
| Juan (Nito) Foncuberta Riba    | Juan (Nito) Foncuberta Riba    | Cs               | 196 667 |
| Alba García Roldán             | Alba García Roldán             | PACMA            | 96 494  |
| Olga Eyre Estrada              | Olga Eyre Estrada              | PACMA            | 60 947  |
| Xavier Martí Vallés            | Xavier Martí Vallés            | PACMA            | 51 256  |
| Manuel Camuñas Gómez           | Manuel Camuñas Gómez           | Recortes Cero-GV | 18 254  |
| Rosa Estefanía Pérez Fernández | Rosa Estefanía Pérez Fernández | Recortes Cero-GV | 11 240  |
| Buenaventura Ramos Bellés      | Buenaventura Ramos Bellés      | PCPC             | 9625    |
| Antonio Joaquín García Navarro | Antonio Joaquín García Navarro | Recortes Cero-GV | 7022    |